# Tayassu pecari
Tayassu pecari är ett däggdjur i familjen navelsvin och den enda arten i sitt släkte.

## Kännetecken
Arten är större och har en mörkare pälsfärg än Pecari tajacu, dessutom har den en man vid nacken. Kinden, nosen och läpparna är vitaktiga. Den når en kroppslängd mellan 90 och 130 cm, en mankhöjd mellan 44 och 60 cm samt en vikt mellan 20 och 50 kg. Därtill kommer en kort svans. Hannar och honor är ungefär lika stora.

## Utbredning och habitat
Utbredningsområdet sträcker sig från södra Mexiko över Centralamerika och nordöstra Sydamerika till norra Argentina. Tayassu pecari föredrar tropiska regnskogar men förekommer även i torra skogar och savanner, däremot undviker den i motsats till Pecari tajacu halvöknar. I bergstrakter förekommer arten upp till 1 900 meter.

## Levnadssätt
Liksom andra navelsvin är Tayassu pecari allätare. Den gräver till exempel i marken efter rötter, övertäckta nötter eller maskar. Ovanpå jorden hittar den nedfallna frukter, löv samt mindre ryggradsdjur och as.

Flockarna är tydlig större än hos andra navelsvin. I gruppen förekommer ibland flera hundra individer och reviret har en storlek upp till 110 km². Territorierna av olika grupper överlappar ibland varandra. De försvarar sig som grupp mellan fiender och kan motstå större rovdjur som puma och jaguar. Trots allt faller enskilda individer offer för dessa rovdjur. Ungdjur dödas dessutom av krokodiler och större ormar.
Större grupper kommunicerar med olika läten medan mindre grupper vanligen är tysta.
Dräktigheten varar i omkring 158 dagar och sedan föder honan ett till fyra ungdjur. I naturen blir individerna upp till 15 år gamla och vissa individer i fångenskap nådde 21 års ålder.

## Hot
Djuret jagas för köttets skull och huden förarbetas till läder. I regioner med större jakttryck försvann arten tidvis. Det största hotet består däremot av levnadsområdets förstöring genom skogsavverkningar. 2005 fanns större populationer av Tayassu pecari bara i 21 % av det ursprungliga levnadsområdet. Därför listas arten av IUCN som nära hotad (near threatened).